# Лесопилка Саттера

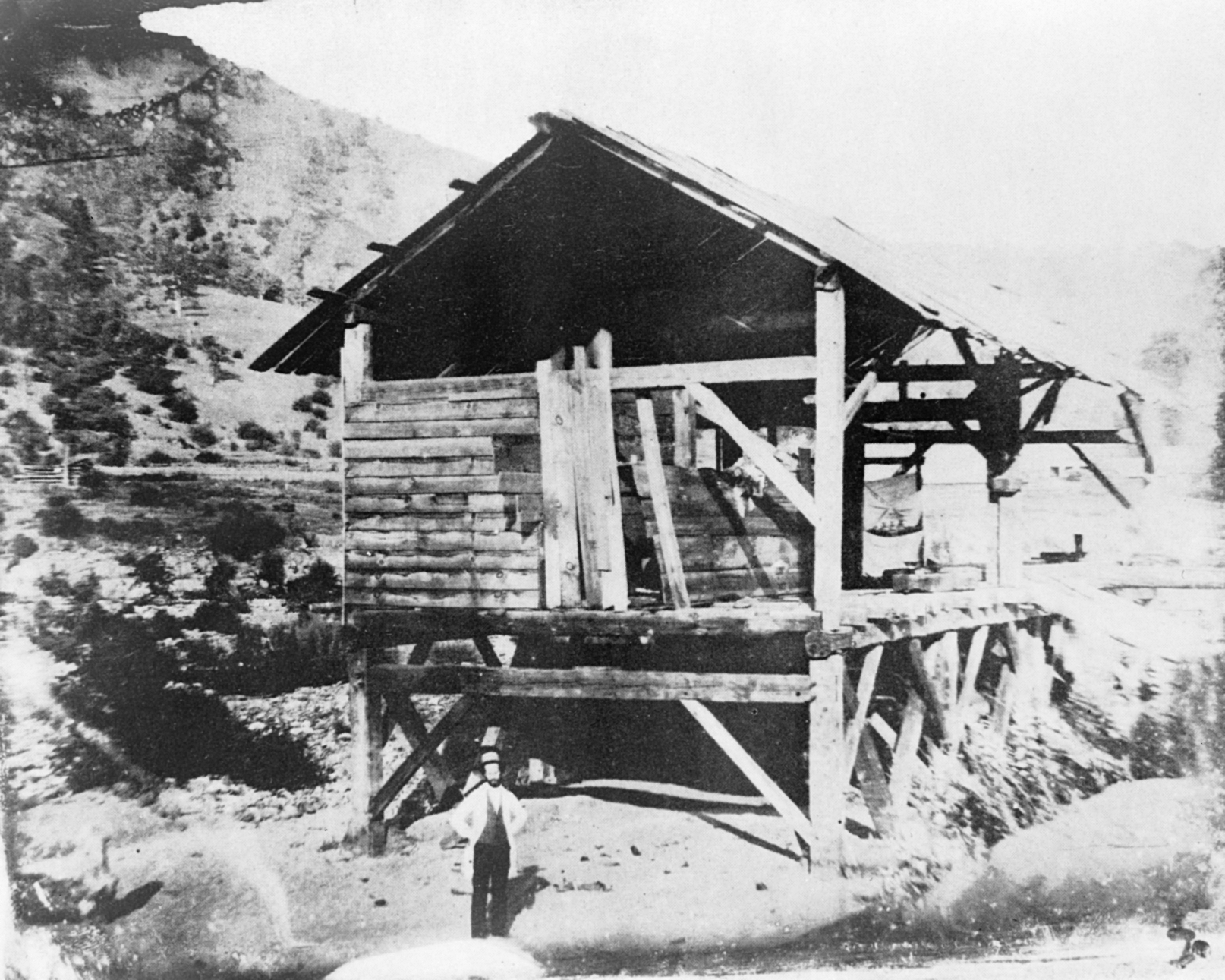
Лесопилка Саттера в 1850 году

Лесопилка Саттера (англ. Sutter's Mill) — водяная мельница-лесопилка, принадлежавшая в XIX веке калифорнийскому первопроходцу и предпринимателю Джону Саттеру (англ. John Sutter). Она находилась в небольшом городе Колома на реке Американ-Ривер. Саттер планировал использовать её для производства пиломатериалов для завершения строительства крупной мукомольной мельницы и поставок в деревню Йерба-Буена (англ. Yerba Buena) (ныне Сан-Франциско).

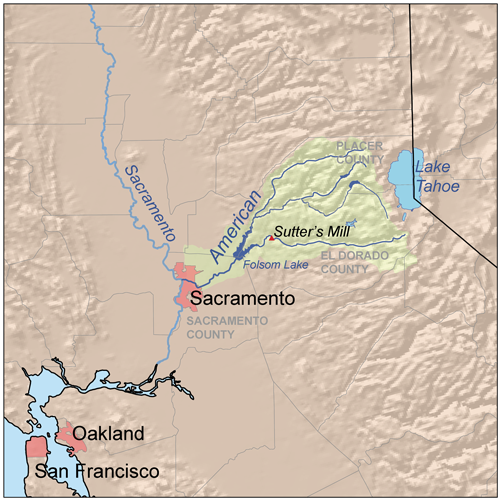
Расположение лесопилки

Известность лесопилки связана с Калифорнийской золотой лихорадкой. 24 января 1848 года Джеймс Маршалл (англ. James W. Marshall), один из рабочих Саттера, нашёл вблизи неё несколько крупинок золота. Это событие положило начало превращению Калифорнии из сонного, малонаселенного места в центр бурной активности. Золотая лихорадка неуклонно повышала спрос на строительную древесину, однако из-за постоянных изменений планов Саттера лесопилка никогда не была полностью загружена.
В настоящее время на месте лесопилки расположен Исторический парк штата Калифорния «Обнаружение золота» имени Маршалла (Marshall Gold Discovery State Historic Park). Рядом с небольшим музеем истории края и золотой лихорадки построены копия лесопилки и других построек, находившихся здесь в те годы. У посетителей есть возможность самим испробовать технологию ручного мытья золота.

## Одноимённый метеорит

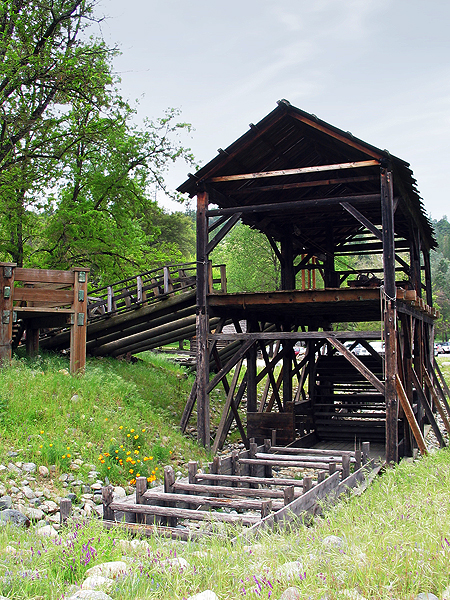
Современная реконструкция лесопилки

По месту обнаружения двух его крупных фрагментов назван упавший в этих краях 22 апреля 2012 года метеорит Саттерз-Милл.